# Menemerus utilis
Menemerus utilis là một loài nhện trong họ Salticidae.
Loài này thuộc chi Menemerus. Menemerus utilis được Wanda Wesołowska miêu tả năm 1999.